# Platymonas
Platymonas, rod zelenih algi, dio je porodice Chlorodendraceae. Sastoji se od četiri priznate vrste.

## Vrste
1. Platymonas cordiformis Korshikov
2. Platymonas intermedia Nasr
3. Platymonas madrasensis M.O.P.Iyengar
4. Platymonas roscoffensis P.A.Dangeard